# Dowództwo Wojsk Lądowych Izraela
Dowództwo Wojsk Lądowych Izraela (hebr. ‏מפקדת זרוע היבשה‎, Mifkedet Zro’a HaYabasha; w skrócie מז”י, Mazi) – centralna instytucja wojsk lądowych Sił Obronnych Izraela.
Na czele sztabu stoi Dowódca Wojsk Lądowych (hebr. מפקד זרוע היבשה, Mefaked Zro’a HaYabasha).

## Historia
Początkowo izraelskie wojska lądowe bezpośrednio podlegały dowództwu Sztabu Generalnego Sił Obronnych Izraela, jednak doświadczenia wojny libańskiej doprowadziły do utworzenia w 1983 osobnego Dowództwa Wojsk Lądowych.
W 2000 przeprowadzono modernizację struktury dowodzenia Sił Obronnych Izraela. Wojska operacyjne wchodzące w skład dowództw trzech obszarów strategicznych – Północnego (oddziały skierowane do obrony przeciwko ewentualnemu atakowi z terenu Syrii i Libanu), Centralnego (oddziały przeciwko Jordanii) i Południowego (skierowane przeciwko Egiptowi) – zostały podporządkowane Sztabowi Generalnemu. Natomiast Dowództwo Wojsk Lądowych otrzymało zadania szkoleniowe na poziomie korpusów.

## Zadania
Dowództwo Wojsk Lądowych odpowiada za organizację i szkolenia sił lądowych, od poziomu podstawowego żołnierza do poziomu korpusu. Przygotowania i system szkoleń obejmuje sytuacji kryzysowe, stan wojny, jak i działania w przezwyciężaniu skutków klęsk żywiołowych i katastrof.
Celem było stworzenie optymalnego narzędzia do zarządzania częścią zasobów lądowych sił zbrojnych, w celu poprawienia efektywności zarządzania i zwiększenia zdolności operacyjnych Sił Obronnych Izraela. Zamiast rozpraszać zakres odpowiedzialności i funkcji pomiędzy głównymi oficerami poszczególnych korpusów (piechota, wojska pancerne i wojska inżynieryjne), stworzono jedno zintegrowane Dowództwo Wojsk Lądowych, które opracowuje koncepcje współczesnego pola walki. Do zmieniających się potrzeb dostosowywane są systemy szkoleń, uzupełnienia kadrowe i zakupy uzbrojenia.
Do najważniejszych zadań stojących przed Dowództwem Wojsk Lądowych należą:
- Rozwój i konsolidacja doktryny bojowej wojsk lądowych
- Realizacja zamówień publicznych w celu rozwoju, pozyskiwania i utrzymania sprawności sprzętu bojowego
- Planowanie i zarządzanie personelem wojsk lądowych
- Planowanie i realizacja wszystkich aspektów szkolenia i kształcenia żołnierzy wojsk lądowych
- Planowanie i organizacja zasobów wojsk lądowych.

### Struktura dowodzenia

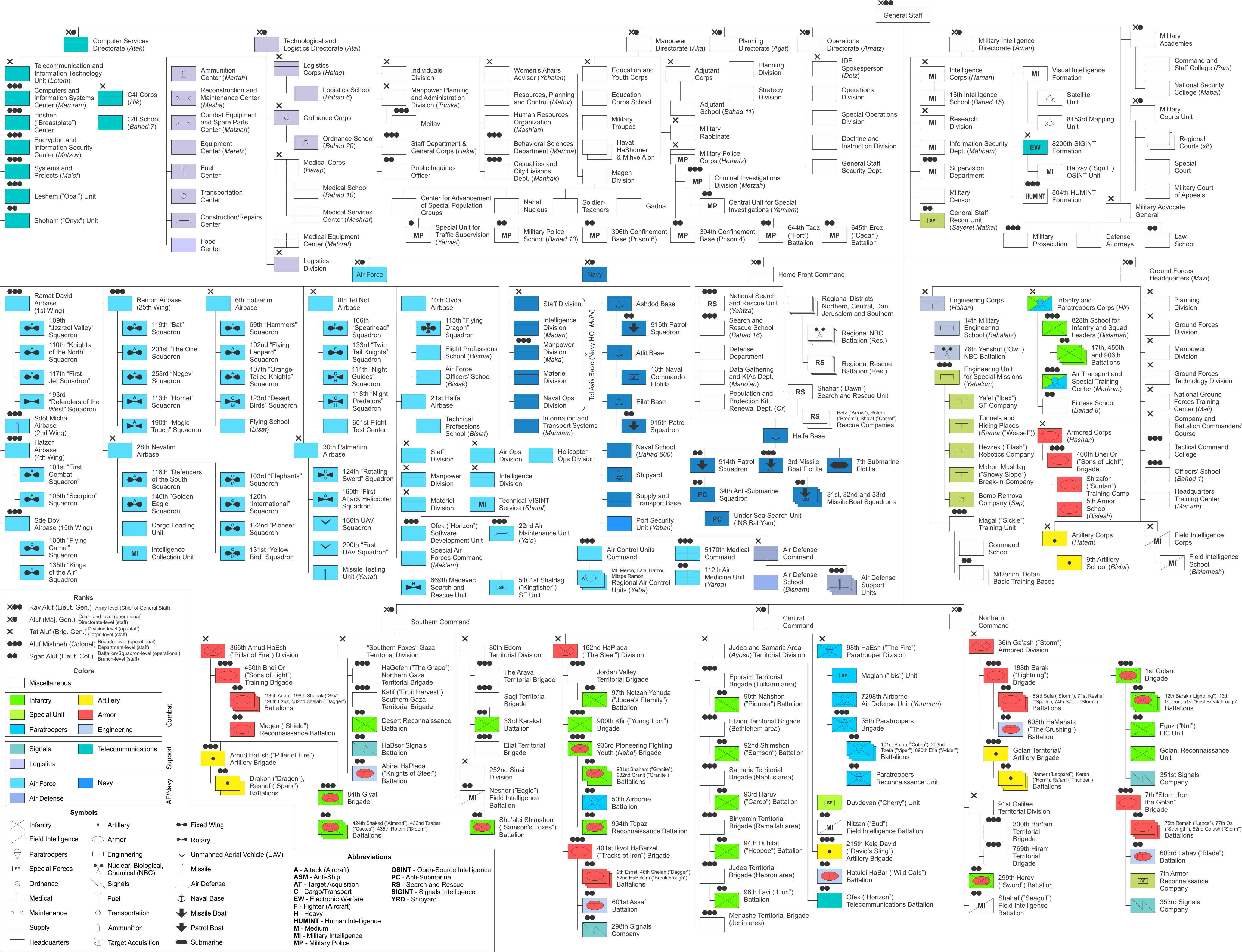
Struktura Sił Obronnych Izraela

Dowództwo Wojsk Lądowych podlega Sztabowi Generalnemu Sił Obronnych Izraela. Siedziba Dowództwa Wojsk Lądowych znajduje się w bazie wojskowej Camp Bar Lev przy Kirjat Malachi, jednak w rzeczywistości większość najwyższych oficerów ma swoje biura w bazie wojskowej Ha-Kirja w Tel Awiwie.
W przeciwieństwie do Marynarki Wojennej i Sił Powietrznych Izraela, Dowództwo Wojsk Lądowych nie może uruchamiać sił lądowych do działań operacyjnych. W okresie wojny lub konfliktu zbrojnego, Dowództwo Wojsk Lądowych pełni funkcje doradcze dla Sztabu Głównego, który uruchamia siły lądowe poprzez rozkazy wykonywane w Dowództwach Północnym, Centralnym i Południowym.
Dowództwo Wojsk Lądowych odpowiada za organizację i funkcjonowanie pięciu korpusów sił lądowych:
| Korpus Operacyjny: - Korpus Piechoty i Spadochroniarzy (hebr. חיל הרגלים, Hir) - 828 Szkoła Dowodzenia Oddziałami Piechoty (Bislamah) - 17, 450 i 906 Bataliony Piechoty - Centrum Treningowe Spadochroniarzy (Marhom) - Szkoła Kultury Fizycznej (Bahad 8) - Korpus Pancerny (hebr. חיל השריון, Hashan) - 460 Brygada (Bnei Or) - Obóz Szkoleniowy Shizafon (Suntan) - 5 Szkoła Pancerna (Bislash) | Korpus Wsparcia: - Korpus Artylerii (hebr. חיל התותחנים, Hatam) - 9 Szkoła Artylerii (Bislat) - Korpus Inżynieryjny (hebr. חיל ההנדסה הקרבית, Hahan) - 14 Szkoła Inżynierii Wojskowej (Bahalatz) - 76 Batalion Yanshuf (Sowa) – specjalistyczne działania w zakresie broni masowego rażenia - Jednostka Inżynieryjna do Specjalnych Misji (Yahalom) - Kompania Sayeret Yael – komandosi wojsk inżynieryjnych - Kompania Tuneli i Kryjówek (Samur) - Kompania Robotów (Hevzek) - Kompania Antyterrorystyczna (Midron Mushlag) - Kompania Saperska (Sap) - Jednostka Szkoleniowa (Magal) - Szkoła Dowodzenia - Baza Podstawowego Szkolenia (Dotan) - Korpus Wywiadu Polowego (hebr. חיל האיסוף הקרבי) - Szkoła Wywiadu Polowego (Bislamash) |

Ponadto Dowództwo Wojsk Lądowych posiada cztery działy kadrowe:
- Wydział Planowania Dywizji (hebr. חטיבת התכנון) – planowanie organizacyjne i zabezpieczenie budżetu jednostek
- Siły Lądowe Dywizji (hebr. חטיבת יבשה) – szkolenia sztabowe i polowe
- Personel Dywizji (hebr. חטיבת כוח-אדם) – dział kadr osobowych sił lądowych
- Technologia Dywizji (hebr. חטיבת הטכנולוגיה) – zakupy sprzętu i uzbrojenia

Do celów szkoleniowych dowództwo posiada następujące jednostki:
- Narodowe Centrum Szkolenia Wojsk Lądowych (Mali)
- Kompanie i Bataliony Kursu Dowodzenia
- College Dowodzenia Operacyjnego
- Szkoła Oficerska (Bahad 1)
- Centrum Szkoleniowe Sztabu Generalnego (Mar’am)

## Dowódcy Wojsk Lądowych
- Dan Szomron (1983-1985)
- Amir Derori (1985-1986)
- Uri Sagi (1986-1991)
- Emanuel Sakel (1991-1994)
- Ze’ew Liwne (1994-1996)
- Amos Malka (1996-1998)
- Mosze Soknik (1998-2001)
- Jiftah Ron-Tal (2001-2005)
- Beni Ganc (2005-2007)
- Awi Mizrahi (2007-2009)
- Sammi Turdżeman (2009-2013)
- Gaj Cur (od 2013)